# Джаракчи
Джаракчи́ (укр. Джаракчи, крымскотат. Caraqçı, Джаракъчы) — исчезнувшее село в Джанкойском районе Республики Крым, располагавшееся на юге района, в степной части Крыма, в 2,3 км к западу от современного села Рысаково.

### Динамика численности населения
| - 1805 год — 76 чел. - 1864 год — 14 чел. - 1892 год — 37 чел. - 1900 год — 145 чел. - 1905 год — 43 чел. | - 1911 год — 63 чел. - 1915 год — 5/18 чел. - 1918 год — 65 чел. - 1926 год — 75 чел. |

## История
Первое документальное упоминание села встречается в Камеральном Описании Крыма… 1784 года, судя по которому, в последний период Крымского ханства Денгылчик входил в Кырп Баул кадылык Перекопского каймаканства. После присоединения Крыма к России (8) 19 апреля 1783 года, (8) 19 февраля 1784 года, именным указом Екатерины II сенату, на территории бывшего Крымского Ханства была образована Таврическая область и деревня была приписана к Перекопскому уезду. После Павловских реформ, с 1796 по 1802 год, входила в Перекопский уезд Новороссийской губернии. По новому административному делению, после создания 8 (20) октября 1802 года Таврической губернии, Джаракчи был включён в состав Кокчора-Киятской волости Перекопского уезда.
По Ведомости о всех селениях в Перекопском уезде состоящих с показанием в которой волости сколько числом дворов и душ… от 21 октября 1805 года в деревне Джаранчи числилось 11 дворов, 74 крымских татарина и 2 ясыров. На военно-топографической карте генерал-майора Мухина 1817 года деревня Черакчи обозначена с 10 дворами. После реформы волостного деления 1829 года Джалчи, согласно «Ведомости о казённых волостях Таврической губернии 1829 года» остался в составе Кокчоракиятской волости. На карте 1836 года в деревне 13 дворов. Затем, видимо, в результате эмиграции крымских татар, деревня заметно опустела и на карте 1842 года Джаракчи обозначена условным знаком «малая деревня», то есть, менее 5 дворов.
В 1860-х годах, после земской реформы Александра II, деревню включили в состав Владиславской волости. В «Списке населённых мест Таврической губернии по сведениям 1864 года», составленном по результатам VIII ревизии 1864 года, Джаракчи — владельческая деревня с 3 дворами и 14 жителями. По обследованиям профессора А. Н. Козловского начала 1860-х годов, в селении вода в колодцах глубиной от 1,5—3 до 5 саженей (от 2 до 10 м) была частью солоноватая, а частью солёная. На трёхверстовой карте Шуберта 1865—1876 года в деревне Джаракчи обозначено 4 двора. Затем, видимо, вследствие эмиграции крымских татар в Турцию, собенно массовой после Крымской войны 1853—1856 годов, деревня опустела и была возрождена крымскими немцами лютеранами, как хутор Я. А. Вальца на 500 десятинах земли в 1890 году в составе Богемской волости.
Согласно «…Памятной книжке Таврической губернии на 1892 год», в деревне, входившей Джаракчинское сельское общество, было, вместе с деревней Асс-Джаракчи, 37 жителей в 8 домохозяйствах. По «…Памятной книжке Таврической губернии на 1900 год» в Джаракчи числилось 145 жителей в 21 дворе, а на хуторе Джаракчи — 7 жителей в 1 дворе, в 1905 году, согласно энциклопедическому словарю «Немцы России» — 43 человека, в 1911 — 63. По Статистическому справочнику Таврической губернии. Ч.II-я. Статистический очерк, выпуск пятый Перекопский уезд, 1915 год, на хуторе Джаракчи (Якова Аз. Вальца) Богемской волости Перекопского уезда числилось 4 двора (все дворы с землёй) с населением в количестве 5 человек приписных жителей и 14 — «посторонних», из которых 12 мужчин и 7 женщин. При хуторе числилось 918 десятин удобной земли. В хозяйстве имелось 28 лошадей, 84 вола, 17 коров и 115 голов мелкого скота (в 1918 году — 65 человек).
После установления в Крыму Советской власти, по постановлению Крымревкома от 8 января 1921 года № 206 «Об изменении административных границ» была упразднена волостная система и в составе Джанкойского уезда был создан Джанкойский район. В 1922 году уезды преобразовали в округа. 11 октября 1923 года, согласно постановлению ВЦИК, в административное деление Крымской АССР были внесены изменения, в результате которых округа были ликвидированы, основной административной единицей стал Джанкойский район и село включили в его состав. Согласно Списку населённых пунктов Крымской АССР по Всесоюзной переписи 17 декабря 1926 года, в селе Джаракчи Марьинского сельсовета Джанкойского района, числилось 17 дворов, из них 15 крестьянских, население составляло 75 человек, из них 35 русских, 27 украинцев и 13 немцев. Постановлением ВЦИК «О реорганизации сети районов Крымской АССР» от 30 октября 1930 года, был вновь создан Биюк-Онларский район, на этот раз — как немецкий национальный в который включили село. В последний раз в доступных источниках Джаракчи встречается на двухкилометровке РККА 1942 года.